# Список найрезультативніших командирів підводних човнів Німеччини
Список найуспішніших командирів німецьких підводних човнів — містить прізвища німецьких командирів підводних човнів, які в роки Першої та Другої світових воєн затопили найбільшу кількість ворожих та нейтральних кораблів і суден за показником сумарної водотоннажності в порядку зростання. Зазначені у списку цифри водотоннажності (й кількість затоплених суден) серед дослідників-істориків досі є спірним критерієм.

## Перша світова війна
| #  | Фото | Ім'я (роки життя)                       | Стисла біографія | Підводні човни                | Кількість патрулів | Потоплено суден (кораблів) | Сумарна водотоннажність |
| -- | ---- | --------------------------------------- | --- | ----------------------------- | ------------------ | -------------------------- | ----------------------- |
| 1  |      | Лотар фон Арно де ла Пер'єр (1886–1941) | Найрезультативніший командир підводного човна усіх часів в історії. У період з 1915 до 1918 року на підводному човні U-35 здійснив 14 патрулів, потопив 189 торговельних суден та два канонерські човни. З травня 1918 року командував U-139 і потопив ще 5 торговельних суден, досягши результату в 194 кораблі й судна сумарною водотоннажністю 453 716 GRT. Після закінчення війни залишився в рядах військово-морського флоту Веймарської республіки, служив на броненосцях «Ганновер» і «Ельзас» та новому крейсері «Емден». З 1932 по 1938 рік у військово-морській академії в Туреччині, викладач-інструктор. Потім повернувся до Крігсмаріне, з початку Другої світової війни військово-морській комендант західного узбережжя окупованої Франції, віце-адмірал. 24 лютого 1941 року загинув в авіакатастрофі під час зльоту з аеропорту Ле-Бурже. | U-35 U-139                    | 15                 | 195                        | 455 869 тонн            |
| 2  | —    | Вальтер Форстман (1883–1973)            | Другий за результативністю командир німецьких підводних човнів в історії. Командуючи підводними човнами U-12 та U-39 провів 47 патрулів та потопив 146 суден і кораблів сумарною водотоннажністю 384 304 GRT. З 1921 року адвокат, працівник в індустріальних структурах, активний учасник Німецької народної партії. За часів Другої світової війни служив у штабі ВМС. | U-12 U-39                     | 47                 | 149                        | 391 607 тонн            |
| 3  |      | Макс Валентінер (1883–1949)             | Третій за результативністю командир німецьких підводних човнів в історії. Командував субмаринами U-38 і U-157, затопив 150 суден сумарною водотоннажністю 299 300 GRT. Союзниками вважався воєнним злочинцем за потоплення суден без попередження, зокрема пасажирського лайнера «Персія». Після війни переховувався. За часів Другої світової входив до складу групи інспекторів, що перевіряла готовність новітніх підводних човнів перед прийманням. | U-38 U-157                    | —                  | 150                        | 299 482 тонни           |
| 4  |      | Отто Штайнбрінк (1888–1949)             | Один із найкращих командирів німецьких підводних човнів Імперського флоту Німеччини. Командував субмаринами U-38 і U-157, затопив 216 суден сумарною водотоннажністю 231 614 GRT. Після війни працював у сталеплавильній промисловості. З приходом до влади нацистів у 1933 році приєднався до їхньої партії, став членом СС, згодом отримав ранг СС-бригадефюрера. За часів Другої світової продовжував працювати у військово-промисловому комплексі Третього Рейху. Після поразки Німеччини у війні відданий під Нюрнберзький трибунал, у грудні 1947 року засуджений до 6 років ув'язнення, помер через три роки перебування у Ландсберзькій в'язниці. | U-6 UB-10 UB-18 UC-65 UB-57   | —                  | 216                        | 244 797 тонн            |
| 5  |      | Ганс Розе (1885–1969)                   | Один з командирів німецьких підводних човнів Імперського флоту Німеччини часів Першої світової війни. Командував субмариною U-53, затопив 79 суден сумарною водотоннажністю 213 987 GRT. Після війни командував різними підрозділами ПЧ, у 1940 році очолював навчальну частину з підготовки підводників Третього Рейху. | U-53                          | -                  | 79                         | 221 942 тонни           |
| 6  |      | Густав Зісс (1883–1970)                 | Один з командирів німецьких підводних човнів Імперського флоту Німеччини часів Першої світової війни. Розпочав службу на військових кораблях «Мольтке», «Ганза». Командував міноносцями, пізніше ПЧ U-73, U-33 та U-65 затопив 56 суден сумарною водотоннажністю 188 295 GRT. Після війни займався комерцією, з 1935 року служив у Люфтваффе, начальником логістики міністерства авіації. З 1944 року звільнився через стан здоров'я у званні генерал-лейтенанта. З 1945 до 1955 року у радянському полоні. | U-73 U-33 U-65                | -                  | 56                         | 188 295 тонн            |
| 7  |      | Вальтер Швігер (1885–1917)              | Один з найвідоміших командирів німецьких підводних човнів часів Першої світової війни. Командував субмаринами U-14, U-20 і U-88, затопив 49 суден сумарною водотоннажністю 183 883 GRT. 5 вересня 1917 року загинув, коли його ПЧ U-88 наразився на британське мінне поле в Північному морі. | U-14 U-20 U-88                | 34                 | 52                         | 185 212 тонн            |
| 8  |      | Вольфганг Штайнбауер (1888–1978)        | Німецький командир підводних човнів часів Першої світової війни, що командуючи субмаринами, затопив 50 суден і один військовий корабель (французький панцерник «Голуа») сумарною водотоннажністю 183 871 GRT. | UB-47 UB-48                   | —                  | 51                         | 183 871 тонна           |
| 9  |      | Клаус Рюкер (1883–1974)                 | Німецький командир підводних човнів часів Першої світової війни, що затопив 80 суден сумарною водотоннажністю 174 655 GRT. | U-34 U-103                    | —                  | 80                         | 174 655 тонн            |
| 10 |      | Райнгольд Зальцведель (1889–1917)       | Оберлейтенант-цур-зее німецького підводного флоту часів Першої світової війни, що командуючи субмаринами, затопив 111 суден сумарною водотоннажністю 172 824 GRT. 2 грудня 1917 року загинув, коли його ПЧ UB-81 потрапив на міну неподалік від острову Вайт. | UB-10 UC-10 UC-11 UC-21 UB-81 | —                  | 111                        | 172 824 тонни           |
| 11 |      | Вальдемар Копгамель (1880–1934)         | Один з найкращих командирів підводних човнів часів Першої світової війни. Командував субмаринами, пустив на дно 55 торговельних та транспортних суден і 1 військовий корабель сумарною водотоннажністю 157 771 GRT. | U-35 U-151 U-140              | —                  | 56                         | 157 771 тонна           |
| 12 |      | Ганс-Йоахім фон Меллентін (1887–1971)   | Командир підводних човнів часів Першої світової війни, який затопив 57 торговельних суден сумарною водотоннажністю 154 662 GRT. | UB-43 UB-49 U-120             | —                  | 57                         | 154 662 тонни           |
| 13 |      | Отто Вюнше (1884–1919)                  | Один з найкращих командирів підводних човнів німецького флоту, який затопив 77 торговельних суден сумарною водотоннажністю 153 630 GRT. | U-25 U-70 U-97 U-126          | —                  | 77                         | 153 630 тонн            |
| 14 |      | Курт Гартвіг (1887–1972)                | Капітан-лейтенант німецького підводного флоту, який за часів Першої світової війни затопив 43 судна і британський лінійний корабель «Корнуоліс» сумарною водотоннажністю 153 082 GRT. | U-32 U-63                     | —                  | 44                         | 153 082 тонни           |
| 15 |      | Йоганнес Лос (1889–1918)                | Командир підводних човнів часів Першої світової війни, що командуючи субмаринами, затопив торговельних суден сумарною водотоннажністю 150 665 GRT. 14 серпня 1918 року загинув, коли його ПЧ UB-57 затонув північніше Па-де-Кале. | UC-75 UB-57                   | ~22                | 77                         | 150 665 тонн            |
| 16 |      | Роберт Морат (1884–1956)                | Один з найрезультативніших командирів підводних сил за часи Першої світової війни, що командуючи субмаринами, затопив 45 торговельних суден і французький лінкор «Дантон» сумарною водотоннажністю 150 665 GRT. | U-64                          | —                  | 46                         | 147 869 тонн            |
| 17 |      | Конрад Ганссер (1882–1937)              | Один з командирів підводних човнів німецького флоту за часи Першої світової війни. Командував рядом субмарин, затопив 57 суден сумарною водотоннажністю 143 667 GRT. | U-8 U-33 U-156                | —                  | 57                         | 143 667 тонн            |
| 18 |      | Рудольф Шнайдер (1882–1917)             | Один з командирів підводних човнів флоту Німецької імперії часів Першої світової війни. Командував субмариною U-63, затопив 45 суден та бойових кораблівсумарною водотоннажністю 140 802 GRT. | U-24 U-87                     | —                  | 45                         | 140 802 тонни           |
| 19 |      | Отто Шульце (1884–1966)                 | Один з найрезультативніших командирів підводних човнів кайзерівського флоту часів Першої світової війни. Командував субмариною U-63, затопив 53 судна та бойових кораблів сумарною водотоннажністю 132 567 GRT. У подальшому воєначальник часів Третього Рейху, генерал-адмірал Крігсмаріне (1942). | U-63                          | —                  | 53                         | 137 817 тонни           |
| 20 |      | Ервін Васснер (1887–1937)               | Командир підводних човнів часів Першої світової війни, що командуючи низкою субмарин, затопив 90 суден та бойових кораблів сумарною водотоннажністю 136 073 GRT. | UC-3 UB-38 UC-69 UB-59 UB-117 | —                  | 90                         | 136 073 тонн            |

## Друга світова війна
| #  | Фото | Ім'я (роки життя)                    | Стисла біографія | Підводні човни            | Кількість патрулів | Потоплено суден (кораблів) | Сумарна водотоннажність |
| -- | ---- | ------------------------------------ | --- | ------------------------- | ------------------ | -------------------------- | ----------------------- |
| 1  |      | Отто Кречмер (1912–1998)             | Найрезультативніший командир підводного флоту за часів Другої світової війни. В роки світового конфлікту на підводних човнах U-23 і U-99 здійснив 16 бойових походів, потопив 47 кораблів та суден сумарною водотоннажністю 273 043 GRT. Кавалери Лицарського хреста Залізного хреста з дубовим листям і мечами (1941). У березні 1941 року захоплений у полон та до кінця війни провів у таборі для військовополонених у Канаді. 1955 році приєднався до Бундесмаріне, був начальником штабу Командування об'єднаних військово-морських сил НАТО на підступах до Балтійського моря (COMNAVBALTAP). У вересні 1970 року звільнений у званні адмірал флотилії. | U-35 U-23 U-99            | 16                 | 47                         | 273 043 тонни           |
| 2  |      | Вольфганг Лют (1913–1945)            | Другий за результатами командир підводного флоту Третього Рейху за часів Другої світової війни. Командував декількома підводними човнами, на його рахунку 46 затоплених транспортних суден противника та французький підводний човен «Доріс», загальним тоннажем 225 204 реєстрових тонни. Один з двох кавалерів Лицарського хреста з дубовим листям, мечами та діамантами серед підводників (1943). Здійснив бойовий похід тривалістю в 205 днів (другий за терміном у часи війни). Командував 22-ю флотилією ПЧ, потім був начальником військово-морської академії в Мюрвіку. 13 травня 1945 року випадково загинув від рук чатового на посту.              | U-9 U-13 U-138 U-43 U-181 | 16                 | 47                         | 225 204 тонни           |
| 3  |      | Еріх Топп (1914–2005)                | Німецький офіцер-підводник часів Третього Рейху, фрегаттен-капітан Крігсмаріне (1944). Третій за результативністю командир підводного човна U-Boot, на рахунку якого 36 затоплених кораблів та суден противника, загальним тоннажем 197 460 реєстрових тонн та 4 судна пошкоджено (32 317 реєстрових тонн). Один з кавалерів Лицарського хреста з дубовим листям та мечами серед підводників (1942). Після Другої світової війни продовжував службу в Бундесмаріне, останнє військове звання контрадмірал. | U-57 U-552 U-2513 U-3010  | 12                 | 36                         | 197 460 тонн            |
| 4  |      | Генріх Лібе (1908–1997)              | Один з кращих офіцерів-підводників, фрегаттен-капітан Крігсмаріне (1944). Будучи командиром підводного човна U-Boot потопив 34 судна сумарним тоннажем 187 267 GRT. Кавалер Лицарського хреста з дубовим листям (1941). З 1941 року на штабних посадах командування флоту. Після Другої світової війни повернувся до радянської зони окупації Німеччини. Відмовився тренувати радянських підводників. | U-2 U-38                  | 9                  | 34                         | 187 267 тонн            |
| 5  |      | Віктор Шютце (1906–1950)             | Один з найвидатніших командирів підводних човнів часів Третього Рейху, капітан-цур-зее. Будучи командиром підводних човнів U-25 і U-103 потопив 35 суден сумарним тоннажем 180 073 GRT. Кавалер Лицарського хреста з дубовим листям (1941). З серпня 1941 року командував 2-ю флотилією ПЧ, з березня 1943 року — командир навчальних флотилій на Балтійському морі. | U-19 U-11 U-25 U-103      | 7                  | 35                         | 180 073 тонни           |
| 6  |      | Генріх Леманн-Вілленброк (1911–1986) | Один з командирів підводних човнів часів Третього Рейху, фрегаттен-капітан Крігсмаріне. Командував рядом підводних човнів за часи битви в Атлантиці, у 10 бойових походах потопив 25 суден сумарним тоннажем 179 125 GRT. Кавалер Лицарського хреста з дубовим листям (1941). З березня 1942 року командував 9-ю флотилією ПЧ, з грудня 1944 року — командир 11-ї флотилії підводних човнів. Після війни у торговельному флоті. З 1964 року капітан судна з атомною енергетичною установкою «Отто Ган». | U-8 U-5 U-96 U-256        | 10                 | 25                         | 179 125 тонн            |
| 7  |      | Карл-Фрідріх Мертен (1905–1993)      | Один з найуспішніших командирів німецьких підводних човнів у Другій світовій війні капітан-цур-зее Крігсмаріне. У роки війни був командиром субмарини U-68 та в 5 бойових походах потопив 27 суден сумарним тоннажем 170 151 GRT. Кавалер Лицарського хреста з дубовим листям (1942). | U-68                      | 5                  | 27                         | 170 151 тонна           |
| 8  |      | Герберт Шульце (1909–1987)           | Командир підводних човнів німецького флоту за часи Другої світової війни, корветтен-капітан Крігсмаріне. У роки війни був командиром субмарини U-68 та в 9 бойових походах провів 227 діб і потопив 26 суден сумарним тоннажем 169 709 GRT. Кавалер Лицарського хреста з дубовим листям (1941). | U-2 U-48                  | 9                  | 26                         | 169 709 тонн            |
| 9  |      | Гюнтер Прін (1908–1941)              | Німецький офіцер-підводник часів Третього Рейху, корветтен-капітан Крігсмаріне (1941). Кавалер Лицарського хреста з дубовим листям (1940). Дев'ятий за результативністю командир німецького підводного човна часів Другої світової війни, на рахунку якого 30 суден противника сумарною водотоннажністю 162 769 брутто-регістрових тонн та британський лінійний корабель «Роял Оук» (водотоннажність 29 150 тонн), а також пошкодив ще 8 суден (62 751 тонна). 7 березня 1941 року підводний човен U-47 зник у Північній Атлантиці південніше Ісландії разом з усім екіпажем. Обставини його загибелі до цього часу невідомі.                                 | U-47                      | 10                 | 30                         | 162 769 тонн            |
| 10 |      | Георг Лассен (1915–2012)             | Один з найкращих офіцерів-командирів підводних човнів часів Третього Рейху, корветтен-капітан Крігсмаріне (1945). Кавалер Лицарського хреста з дубовим листям (1943). Здійснив всього чотири бойові походи, в яких потопив 26 суден сумарним тоннажем 156 082 GRT, здобувши видатний результат у 39 020 тонн за похід. З червня 1943 року командир офіцерської роти інструкторів-підводників, навчально-тренувального підрозділу Крігсмаріне, що займалося підготовкою майбутніх командирів ПЧ | U-29 U-160                | 4                  | 26                         | 156 082 тонни           |
| 11 |      | Йоахім Шепке (1912–1941)             | Один з найкращих командирів підводних човнів у перші роки Другої світової війни, капітан-лейтенант Крігсмаріне. Командував підводними човнами за часи битви в Атлантиці, у 14 бойових походах потопив 37 суден сумарним тоннажем 155 882 GRT. Кавалер Лицарського хреста з дубовим листям (1940). 17 березня 1941 року під час атаки конвою HX 112 ПЧ U-100 був атакований глибинними бомбами британських есмінців «Венок» і «Волкер», вимушено сплив і був протаранений «Веноком». Й.Шепке та 37 членів екіпажу загинули | U-3 U-19 U-100            | 14                 | 37                         | 155 882 тонни           |
| 12 |      | Вернер Генке (1909–1944)             | Командир підводних човнів Крігсмаріне у роки Другої світової війни, корветтен-капітан. Провів 7 бойових походів потопив 24 судна сумарним тоннажем 155 714 GRT. Кавалер Лицарського хреста з дубовим листям (1943). 9 квітня 1944 року ПЧ U-515 був атакований американськими літаками та есмінцями північніше Мадейри і В. Генке потрапив з усім екіпажем у полон. 15 червня 1944 року застрелений чатовим табору військовополонених при спробі втечі. | U-515                     | 7                  | 24                         | 155 714 тонн            |
| 13 |      | Карл Еммерманн (1915–1990)           | Один з наймолодших і результативніших командирів підводних човнів Крігсмаріне у роки Другої світової війни, корветтен-капітан (1944). Вперше вийшов у похід у листопаді 1941 року, але за 5 бойових походів потопив 26 суден сумарним тоннажем 152 080 GRT. Кавалер Лицарського хреста з дубовим листям (1943). У листопаді 1943 року став командиром 6-ї флотилії ПЧ, з серпня 1944 року — начальник 23-ї навчально-тренувальної групи (нім. Erprobungsgruppe Typ XXIII). У березні-квітні 1945 року — командир U-3037, потім командир 31-ї флотилії субмарин. Останні дні війни був командиром змішаного батальйону морської піхоти «Еммерманн».            | U-172 U-3037              | 5                  | 26                         | 152 080 тонн            |
| 14 |      | Генріх Бляйхродт (1909–1977)         | Командир підводних човнів Крігсмаріне у роки Другої світової війни, корветтен-капітан (1943). Здійснив 8 бойових походів, потопив 24 судна сумарним тоннажем 151 260 GRT, військовий корабель (шлюп «Данді», 1 060 т), 2 судна пошкодив (11 684 GRT). Кавалер Лицарського хреста з дубовим листям (1942). З літа 1944 року став командиром 22-ї флотилії ПЧ. | U-48 U-67 U-109           | 8                  | 24                         | 151 260 тонн            |
| 15 |      | Роберт Гізе (1911–1989)              | Німецький офіцер-підводник часів Третього Рейху, корветтен-капітан (1943), командував субмаринами U-98 і U-177. Здійснив 8 бойових походів, потопив 24 судна сумарним тоннажем 146 815 GRT. Кавалер Лицарського хреста з дубовим листям (1943). З січня 1944 року командир 25-ї флотилії ПЧ. В останні дні війни командував зведеними 1-м морським протитанковим полком. З 1956 року у ВМС Бундесверу, звільнився 1970 році адміралом флотилії. | U-98 U-177                | 8                  | 24                         | 146 815 тонн            |
| 16 |      | Ернст Кальс (1905–1979)              | Офіцер німецького підводного флоту ВМС Третього Рейху, капітан-цур-зее (1944), командував ПЧ U-130, на якому здійснив 5 бойових походів, потопив 20 суден сумарним тоннажем 145 656 GRT. Зокрема 12 листопада 1942 року в ході морської битви біля Касабланки за п'ять хвилин потопив 3 американські військові транспортні судна. Кавалер Лицарського хреста (1942). З січня 1943 року й до кінця війни командир 2-ї флотилії ПЧ. З травня 1945 до січня 1948 року у французькому полоні. | U-130                     | 5                  | 20                         | 145 656 тонн            |
| 17 |      | Йоганн Мор (1916–1943)               | Німецький офіцер-командир підводного човна U-124 Крігсмаріне, корветтен-капітан (1943). З вересня 1941 до квітня 1943 року здійснив 6 бойових походів, потопив 29 різних кораблів та суден сумарним тоннажем 135 751 GRT. Кавалер Лицарського хреста з дубовим листям (1943). 3 квітня 1943 року загинув у бою внаслідок бою з британськими кораблями ескорту конвою OS 45. | U-124                     | 6                  | 27                         | 135 751 тонна           |
| 18 |      | Клаус Шольц (1908–1987)              | Один з командирів підводних човнів Крігсмаріне; командував U-108, фрегаттен-капітан (1944). Здійснив 8 бойових походів, потопив 25 різних кораблів та суден сумарним тоннажем 128 190 GRT. Кавалер Лицарського хреста з дубовим листям (1942). З 1953 до 1956 проходив службу у Федеральній прикордонній охороні ФРН, 1956 році приєднався до Бундесмаріне, командував ВМБ флоту. У 1966 року звільнений у званні капітан-цур-зее | U-108                     | 8                  | 25                         | 128 190 тонн            |
| 19 |      | Адольф Пінінг (1910–1984)            | Німецький офіцер підводного флоту Нацистської Німеччини; командував U-155, корветтен-капітан (1943). Здійснив 8 бойових походів, потопив 26 різних кораблів та суден сумарним тоннажем 126 664 GRT. Кавалер Лицарського хреста Залізного хреста (1942). 1956 році приєднався до Бундесмаріне, де служив до 1969 року. Звільнений у званні капітан-цур-зее | U-155 U-255               | 9                  | 25                         | 126 664 тонни           |
| 20 |      | Гельмут Вітте (1915–2005)            | Командир підводних човнів Крігсмаріне у роки Другої світової війни, корветтен-капітан (1945). Командував U-159, на чолі якого здійснив 4 бойові походи, потопив 23 різні судна сумарним тоннажем 119 554 GRT. Кавалер Лицарського хреста Залізного хреста (1942) | U-159                     | 4                  | 23                         | 119 554 тонни           |